# Wunderbarer Tausch

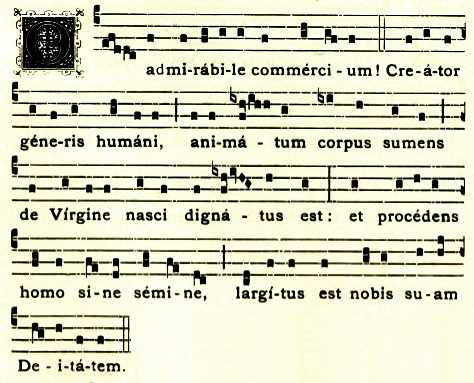
Antiphon O admirabile commercium (Antiphon zur Vesper am Oktavtag von Weihnachten, gregorianisch)

Wunderbarer Tausch (lat. admirabile commercium), heiliger Tausch (sacrum commercium) oder auch fröhlicher Wechsel (Luther) ist eine theologische Beschreibungsweise für das Erlösungsgeschehen, das die Mitte des christlichen Glaubens bildet. Er bezeichnet den inneren Zusammenhang der Kondeszendenz, des Herabsteigens des Gottessohns aus der Herrlichkeit des Himmels, mit der Theosis, der Erhöhung des gefallenen Menschen zu Gott.

## Begriffsgeschichte
Der Ausdruck kommt im Neuen Testament nicht vor, ist aber der Sache nach vielfach darin ausgesagt, am klarsten im 2. Korintherbrief 5,21  und 8,9 . Der früheste Beleg im christlichen Schrifttum findet sich im 2. Jahrhundert im Diognetbrief (9, 5): „Welch süßer Tausch (ὢ τῆς γλυκείας ἀνταλλαγῆς), […] dass die Ungerechtigkeit vieler in einem Gerechten verborgen würde und die Gerechtigkeit eines einzigen viele Sünder rechtfertige!“
Dabei ist der Tausch vom Anfang christlicher Reflexion an nicht bloß als Austausch von Eigenschaften, sondern als Austausch des Seins verstanden: Jesus Christus, der ewige Sohn Gottes, entäußert sich der göttlichen Herrlichkeit und nimmt in der Welt der Sünde Sklavengestalt an (Phil 2,6–11 ), damit der von der Sünde versklavte Mensch zur göttlichen Herrlichkeit gelangt. Christus macht sich zum „Preis“ in einem Tauschhandel und vertauscht dabei das eigene Sein mit dem des Sünders – zwei Aspekte desselben Bildes. So bekam das Wort vom Tausch seinen festen Platz in der Weihnachtsliturgie:
„Allmächtiger Gott, in dieser heiligen Nacht bringen wir dir unsere Gaben dar. Nimm sie an und gib, dass wir durch den wunderbaren Tausch deinem Sohn gleichgestaltet werden, in dem unsere menschliche Natur mit deinem göttlichen Wesen vereint ist. Darum bitten wir durch ihn, Christus, unseren Herrn.“ (Gabengebet in der Messe in der Hl. Nacht).
„O wunderbarer Tausch! Der den Menschen erschuf, nimmt menschliches Leben an und wird aus der Jungfrau geboren. Von keinem Mann gezeugt, kommt er in die Welt und schenkt uns sein göttliches Leben“ (Vesperantiphon am 1. Januar).
„In Wahrheit ist es würdig und recht, dir, allmächtiger Vater, zu danken und dein Erbarmen zu rühmen durch unseren Herrn Jesus Christus. Durch ihn schaffst du den Menschen neu und schenkst ihm ewige Ehre. Denn einen wunderbaren Tausch hast du vollzogen: dein göttliches Wort wurde ein sterblicher Mensch, und wir sterbliche Menschen empfangen in Christus dein göttliches Leben. Darum preisen wir dich mit allen Chören der Engel…“ (3. Weihnachtspräfation).
Daneben wurde das Wort vom Austausch immer auch bei der Deutung des Kreuzestodes und der Auferstehung Jesu verwendet. Eine der ältesten Osterpräfationen (Sacramentarium Gelasianum, 5. Jahrhundert) spricht davon, dass er „durch das Gesetz des glückseligen Tausches“ (beati lege commercii) unseren Tod annimmt, wir aber sein Auferstehungsleben erlangen. Im österlichen Lobgesang Exsultet in der Liturgie der Osternacht findet sich die diesen Tausch ausdrückende Formulierung 
O inaestimabilis dilectio caritatis! Ut servum redimeres, Filium tradidisti!
„O unfassbare Liebe des Vaters: Um den Knecht zu erlösen, gabst du den Sohn dahin!“
Der Passionsaspekt wurde in der Kreuzestheologie Martin Luthers zentral, wo das beatum commercium „fröhlicher Wechsel“ heißt, so vor allem in seiner reformatorischen Hauptschrift Von der Freiheit eines Christenmenschen (1520). Von dort gelangte das Motiv vielfach in lutherische Passions- und Weihnachtslieder (Herzliebster Jesu, was hast du verbrochen; Gelobet seist du, Jesu Christ; Lobt Gott, ihr Christen alle gleich).
In neuerer Zeit haben vor allem Hans Urs von Balthasar und Erich Przywara das Motiv aufgegriffen und ihm auch philosophische Dimensionen abgewonnen.